# Paris Maragkos
Kyprianos Ioannis "Paris" Maragkos (grego:Κυπριανός Ιωάννης "Πάρης" Μαραγκός) (Marousi, 19 de janeiro de 1994) é um basquetebolista profissional grego que atualmente joga na HEBA Basket pelo Larissas Faros. O atleta possui 2,06m e atua na posição Pivô e Ala-pivô. 